# Villel de Mesa (kommun)
Villel de Mesa är en kommun i Spanien.   Den ligger i provinsen Provincia de Guadalajara och regionen Kastilien-La Mancha, i den centrala delen av landet, 160 km nordost om huvudstaden Madrid. Antalet invånare är 217.